# Rodderberg

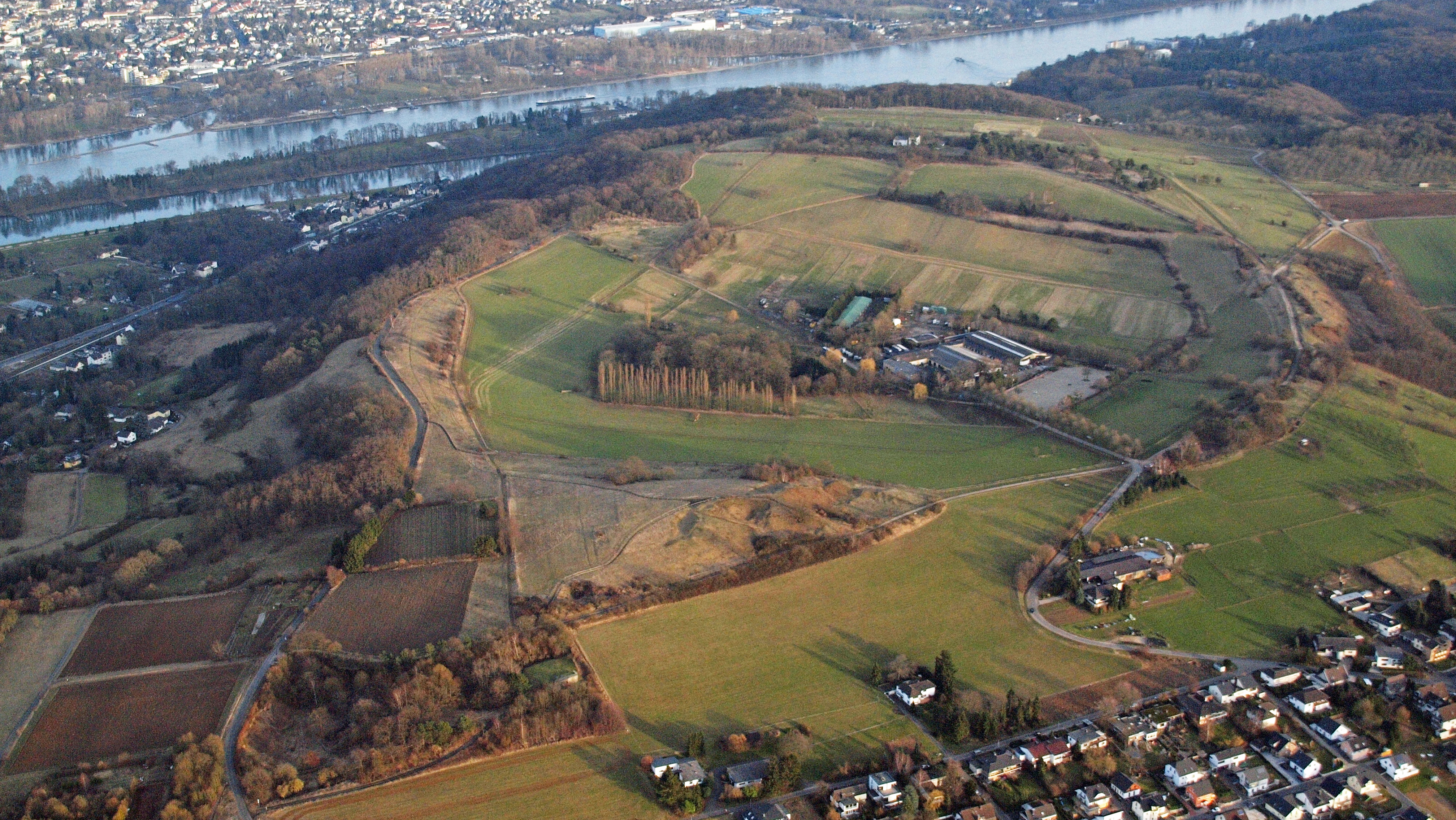
Rodderberg von Nordwesten. Im Hintergrund der Rhein und Bad Honnef.

Der Rodderberg ist ein 196,7 m ü. NHN hoher, erloschener Vulkan im Osten der Gemeinde Wachtberg und im Norden der Stadt Remagen (Ortsbezirk Rolandswerth) nahe dem Bonner Ortsteil Mehlem. Das Gestein hat ein Alter von ca. 800.000 Jahren, die letzte Eruption wird auf 250–300.000 Jahre datiert. Der über 50 Meter tiefe kreisrunde Sprengtrichter mit einem Durchmesser von ca. 800 Metern ist noch heute als Bodensenke sichtbar. In einer ehemaligen Tuffgrube kann man einen Gang aus dem basaltähnlichen Leucit-Nephelinit betrachten.

## Lage und Umgebung
Der Rodderberg liegt direkt oberhalb vom nördlichen Ausgang des Mittelrheintals. Zusammen mit dem fast direkt gegenüberliegenden Drachenfels verengt er das Rheintal. Diese Engstelle bildet die Südgrenze der Kölner Bucht, während sich südlich dieser Engstelle die kleine Talverbreiterung von Oberwinter (linksrheinisch) und Bad Honnef und Rheinbreitbach (rechtsrheinisch) anschließt.
Am Hang des Rodderbergs zum Rhein hin steht der Rolandsbogen, ein romantisch gelegener Ruinenrest der ehemaligen Höhenburg Rolandseck.
Unterhalb des Rodderbergs liegen zwei Inseln im Rhein: Nonnenwerth und Grafenwerth.
Erreichbar ist der Berg über Bonn-Mehlem. Auf dem Weg dorthin befindet sich der Heinrichsblick, einer der besten und bekanntesten Aussichtspunkte auf das Siebengebirge.

## Naturschutzgebiet
Der Rodderberg wurde bereits 1927 zum Naturschutzgebiet erklärt.
Dieses Gebiet umfasst den nordrhein-westfälischen Teil des Rodderbergs östlich der Ortschaft Niederbachem der Gemeinde Wachtberg im Rhein-Sieg-Kreis und südlich des Ortsteils Mehlem der Bundesstadt Bonn.
Der südöstliche Teil des Rodderberges im Stadtteil Rolandswerth der Stadt Remagen gehört zu Rheinland-Pfalz und ist dort ebenfalls als Naturschutzgebiet ausgewiesen.
Siehe auch: Liste der Naturschutzgebiete im Landkreis Ahrweiler

## Geologie
In dem abflusslosen Krater lagerten sich über Jahrtausende Sedimente und Stäube ab und füllten ihn auf.
In den vergangenen Jahrzehnten wurden wiederholt Bohrungen und geowissenschaftliche Untersuchungen durchgeführt. Die früheste überlieferte Bohrung fand 1833 statt und war 19 Meter tief. Dabei handelte es sich um eine Brunnengrabung für den dortigen Broichhof. Im Jahr 2011 begann eine neue Serie von Bohrungen im Kraterzentrum durch das Leibniz-Institut für Angewandte Geophysik (LIAG). Die drei Forschungsbohrungen reichten in Tiefen von 74, 102 und 164,4 Metern.
Das Bohrprofil weist zunächst eine etwa 70 Meter dicke Füllung aus Löss, Löss-Derivaten und organischen See-Ablagerungen auf, gefolgt von 45 Metern vulkanischen Aschen und Schlacken. Ab einer Tiefe von 115 Metern bis zur Endteufe von 164,4 Metern ist massiver Basalt nachgewiesen. Im März 2012 wurden die Arbeiten am Bohrplatz abgeschlossen.

## Broichhof und Reitsport
In dem Krater liegt der Broichhof, der ehemals eine Wasserburg in dem zu dieser Zeit sumpfigen Kratergrund war. Die ehemalige zweiteilige Wasserburg wurde im Mittelalter aufgegeben, aber 1635 von dem Kölner Stift St. Gereon wieder aufgebaut. Das Herrenhaus aus der ersten Hälfte des 19. Jahrhunderts wurde aus Rodderberg-Lava errichtet. Seit 1811 befindet sich der Broichhof im Eigentum der Familie Schaefer, die dort hauptsächlich Landwirtschaft betrieb.
1965 pachtete Dirk Schneider die Reitanlage und gründete die Reitschule Rodderberg. Der 1969 gegründete Reit- und Jagdclub Rodderberg e. V. fördert insbesondere das Vielseitigkeitsreiten. Die Reitschule ist seit 1985 Landesstützpunkt der rheinischen Vielseitigkeitsreiterei, der Verein richtet seitdem regelmäßig größere Turniere aus. 1998 wurde die Rodderberg-Park-Turniersport GmbH als Ausrichter von nationalen und internationalen Turnieren gegründet, um den Verein als Veranstalter zu unterstützen. 2001 fand im Rodderberg Park erstmals ein CCIO*** in Deutschland statt.